# Субак
Суба́к (индон. и балийск. subak) — система ирригации заливных рисовых полей, традиционная для индонезийского острова Бали. В более широком смысле — социально-экономическая модель балийской сельскохозяйственной общины, объединённой единой ирригационной системой, а также сама подобная община. В основе устройства субака лежат принципы местного этического учения Три хита карана.
Система известна с XI века. В настоящее время на Бали насчитывается около 1300 соответствующих общин, объединяющих порядка 260 тысяч крестьян. В 2012 году система субак причислена к списку Всемирного наследия ЮНЕСКО.

## Социальные и инфраструктурные аспекты
Субак представляет собой традиционную социальную организацию общины в земледельческих районах Бали, основной задачей которой является обеспечение ирригации заливных полей всех её членов. Единственной сельскохозяйственной культурой при этом является рис. С учётом горного рельефа большей части территории Бали, субак практически повсеместно функционирует в условиях террасного земледелия, при котором рисовые чеки располагаются на искусственно созданных или расширенных уступах горных склонов. Численность жителей, объединённых в субак, обычно составляет от нескольких десятков до нескольких сотен человек.
С технической точки зрения субак представляет собой систему распределения водных ресурсов единого источника (реки, ручья, родника, горного озера) по многоуровневым террасам, бо́льшая часть которых находится значительно ниже этого источника. Основными её элементами являются плотины, каналы, туннели, запруды, искусственные водопады и отводы воды. Иногда в рамках субака создаются довольно сложные ирригационные сооружения весьма большого масштаба. Так, известны случаи проходки туннелей протяжённостью до 3 километров и глубиной до 40 метров.
Устройство ирригационной системы и её последующая эксплуатация осуществляются на основе взаимопомощи членов общины, в то время как обработка полей ведется ими, как правило, индивидуально. Кроме того, в современных условиях каждый крестьянин регулярно вносит денежный вклад в общинную кассу, из которой осуществляется финансирование работ по поддержанию, ремонту и развитию оросительной инфраструктуры.
Управление системой осуществляется выборным старейшиной, который проводит ежемесячные сходы глав семей, входящих в субак. Помимо руководства собственно ирригационными мощностями, в его полномочия входит также общая координация хозяйственной и общественной жизни участников субака. Важнейшими обязанностями в этом контексте является согласование сроков посадки и уборки риса на различных террасах, а также урегулирование имущественных и, реже, бытовых конфликтов между общинниками. В частности, особое значение имеет обеспечение адекватного вознаграждения тем членам субака, на территории которых располагается источник воды: как правило, значительная часть их угодий занята гидросооружениями, за счёт чего их обрабатываемые участки существенно уменьшаются.

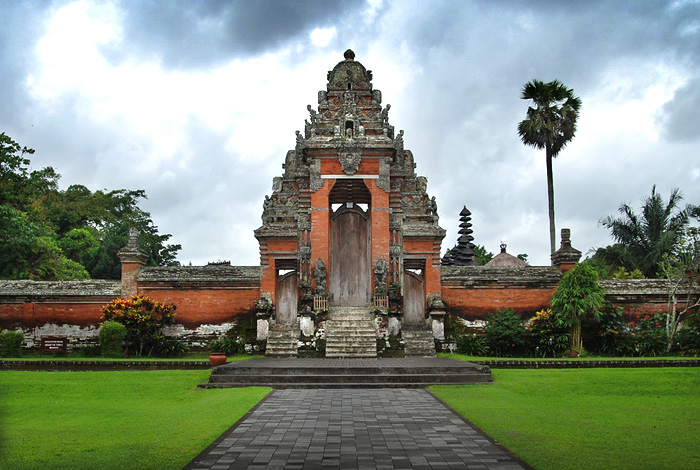
Храм Таман Аюн — самый крупный и известный из балийских храмов, созданных в общинах субак (постройка XVIII века)

Помимо ирригационно-хозяйственной составляющей, ещё одним системообразующим началом субака служит религиозное объединение вокруг единого общинного храма (как и все коренные балийцы, состоящие в субаках крестьяне исповедуют особую местную разновидность индуизма). Как и ирригационные сооружения, храм также строится сообща и обычно бывает самым крупным архитектурным сооружением на территории субака. С этим связано распространившееся в зарубежных источниках не совсем верное определение субаков как «водных храмов».
Общинный священник руководит богослужениями и является настоятелем членов субака в их духовной жизни. Водопользование при этом сакрализируется: священник обеспечивает его реализацию в соответствии с принципами религии и балийского философско-этического учения Три хи́та кара́на (балийск. Tri Hita Karana, буквально — «три источника блага»). Последнее, предписывающее обретение гармонии в отношениях с божественными силами, природой и окружающими людьми, фактически является идеологической основой существования субака. Пуск воды на поля и все основные фазы хозяйственных работ сопровождаются религиозными церемониями.
Члены одного субака, как правило, систематически вступают во взаимодействие с крестьянами других подобных общин, располагающихся на смежных территориях. Для обеспечения межобщинного взаимодействия несколько субаков могут объединяться в более крупную организационную структуру — «Субак геде́» (балийск. subak gede, буквально — «большой субак»), которая, в свою очередь, иногда становится частью структуры ещё более высокого уровня — «Субак агу́нг» (балийск. subak agung, буквально — «верховный субак»). В отличие от низовых субаков, объединения субак геде и субак агунг не носят обычно долговременного характера, а формирующиеся в них вертикальные и горизонтальные связи являются значительно менее жёсткими.

## История существования субака

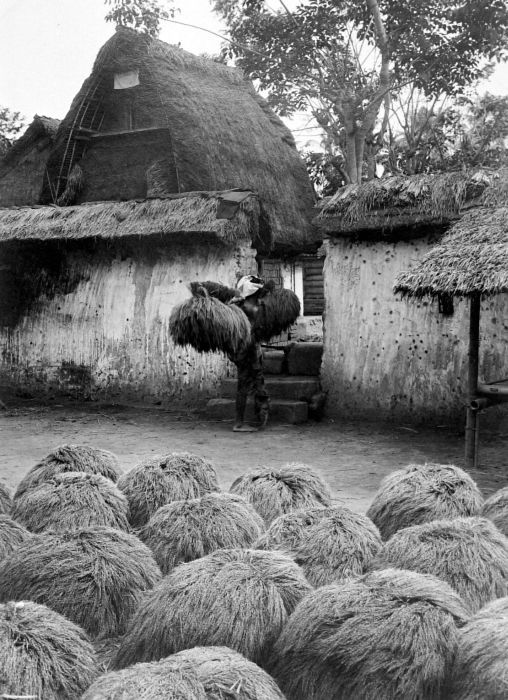
Заготовка стройматериалов в субаке. Фото 1930-х годов

Первые упоминания о системе субак относятся к XI веку: к этому времени в общих чертах сформировались её хозяйственная и идеологическая составляющие, существующие в настоящее время. Жизнь подобных общин в рамках средневековых и более поздних балийских государственных образований носила достаточно автономный характер — вышестоящие власти практически не вмешивались в вопросы их внутреннего устройства. Некоторое исключение в этом плане представляет период пребывания Бали в зависимости от яванской империи Маджапахит в XIV—XV веках, когда были созданы структуры чиновничьего надзора за работой земледельческих общин.
Хозяйственная и общественная автономия субаков сохранялась и в период нидерландской колонизации Бали с начала XX века до Второй Мировой войны. Более того, голландцами был принят ряд законодательных актов, закреплявших структуру субака. Не произошло сколь-либо существенных нарушений общинного уклада и принципов ирригационной инфраструктуры и в период японской оккупации Бали в 1942—1945 годах.
Власти независимой Республики Индонезии не предпринимали целенаправленных мер по ликвидации системы субака. Однако аграрная политика президента Сукарно в 1950-х — первой половине 1960-х годов, направленная на централизацию управления сельским хозяйством по социалистическому образцу, существенно сказалась на стабильности балийской традиционной общины. На местах создавались параллельные административно-командные структуры, субаки искусственно объединялись в хозяйства более высокого уровня.

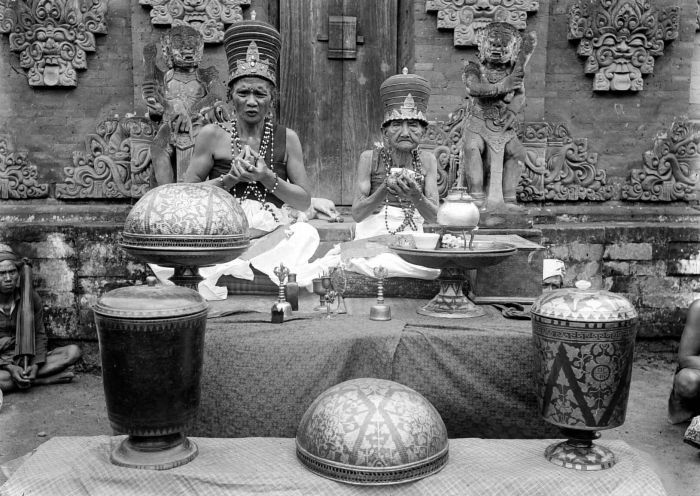
Религиозная церемония в общинном храме субака. Фото 1920-х годов

После прихода к власти в 1965 году военного режима во главе с Сухарто и перехода страны на капиталистические методы хозяйствования существование субаков было поддержано на законодательном уровне. Однако под воздействием процессов зелёной революции система ведения сельского хозяйства на Бали, как и по всей Индонезии, продолжала изменяться, во многом подрывая традиционные основы функционирования субака. Кроме того, развитие на Бали промышленности и индустрии туризма привело к выводу значительной части земель из сельхозобращения — порядка тысячи гектаров в год. В результате количество субаков существенно сократилось.
В 1970-е годы субак стал предметом международных научных исследований. Его изучением, в частности, плотно занимались такие видные американские антропологи, как Клиффорд Гирц и Стивен Лансинг, причем последний, создав электронную модель субака, доказал его сохраняющуюся экономическую рентабельность.
В 1990-х — 2000-х годах индонезийскими властями был предпринят ряд мер по сохранению субаков и стимулированию их деятельности. По состоянию на начало 2010-х годов на Бали насчитывается около 1300 общин такого рода, объединяющих порядка 260 тысяч крестьян. Общая площадь возделываемых там орошаемых полей составляет около 19 500 гектаров.

## Включение в список всемирного наследия
С начала 1990-х годов в Индонезии на правительственном уровне предпринимались активные усилия по международной популяризации субака как дополнительного фактора повышения туристической привлекательности Бали. После многолетней проработки соответствующего вопроса с ЮНЕСКО в ходе 36-й сессии Комитета Всемирного наследия этой организации, прошедшей в июне—июле 2012 года в Санкт-Петербурге, субак был занесен в список Всемирного наследия.
Субак стал восьмым по счету индонезийским объектом, причисленным к юнесковскому Всемирному наследию. В результате по общему количеству подобных исторических и природных памятников Индонезия вышла на первое место в регионе Юго-Восточной Азии (ранее с семью объектами делила первое место с Вьетнамом).